# Љубинка Савић Граси
Љубинка Савић Граси (Илино, код Бољевца, 1922 — Београд, 1999) била је српска вајарка.

## Живот и дело
Љубинка Савић Граси је рођена у селу Илино код Бољевца. Академију ликовних уметности и постдипломске студије завршила је у Београду у класи проф. Алојза Долинара. Удала се за чувеног југословенског клесара и сарадника Ивана Мештровића, Ђузепе Пина Грасија. Она је била веома плодна вајарка. Најчешће је радила у гипсу, теракоти и бронзи. Излагала је на бројним изложбама у земљи и иностранству. 
Љубинка Савић Граси је аутор бројних скулптура, биста и плакета. Међу њена најпознатија дела спада плакета са ликом највећег сатиричара у историји српске књижевности, Владимира Булатовића Виба, која се додељује у оквиру Вибове награде, установљене 1994. године. поводом тога, њен син Зефирино Граси, иначе директор Политике приликом једне доделе Вибове награде је рекао:
Рад Владе Виба урадила је својевремено моја мајка Љубинка Савић Граси, академска вајарка, а настао је тако што сам после доласка у „Политикин Забавник” 1985. био ангажован као заменик Владе Булатовића Виба и почео да се дружим са њим. Моја мајка је, иако је у то време била непокретна, и даље могла да ради и учествујући у том нашем дружењу дошла је на замисао да уради плакету. Постоји још неколико њених других радова са Вибовим ликом, али ова верзија која се додељује афористичарима је најбоља.
Она је била супруга југословенског вајара и клесара Ђузепе Пина Грасија.

## Завичајна кућа Љубинке Савић Граси
У њеном родном месту Илино код Бољевца, реновирана је и отворена 1999. године завичајна кућа Љубинке Савић Граси. У соби Љубинке Савић Граси урађена је поставка о животу и стваралаштву ове уметнице, која је живела и стварала у Београду.